# Opazität
Opazität (lateinisch opacitas „Trübung, Beschattung“) bezeichnet allgemein das Gegenteil von Transparenz, also mangelnde Durchsichtigkeit bzw. mangelnde Durchlässigkeit. Das zugehörige Adjektiv lautet opak (von lateinisch opacus „trüb, dunkel, verschwommen“).
Der Begriff wird insbesondere in der Optik und mit Bezug auf Materialien verwendet, aber auch in der Philosophie.

## Optik
In der Physik ist die Opazität ein Maß für die Lichtundurchlässigkeit (Trübung) von transluzenten (streuend lichtdurchlässigen) Materialien und Schichten.
Klare Materialien (mit geringer Streuung) heißen dagegen transparent. Ihre Licht(un)durchlässigkeit wird als optische Dichte (logarithmisch) bzw. Transmission (linear) angegeben.

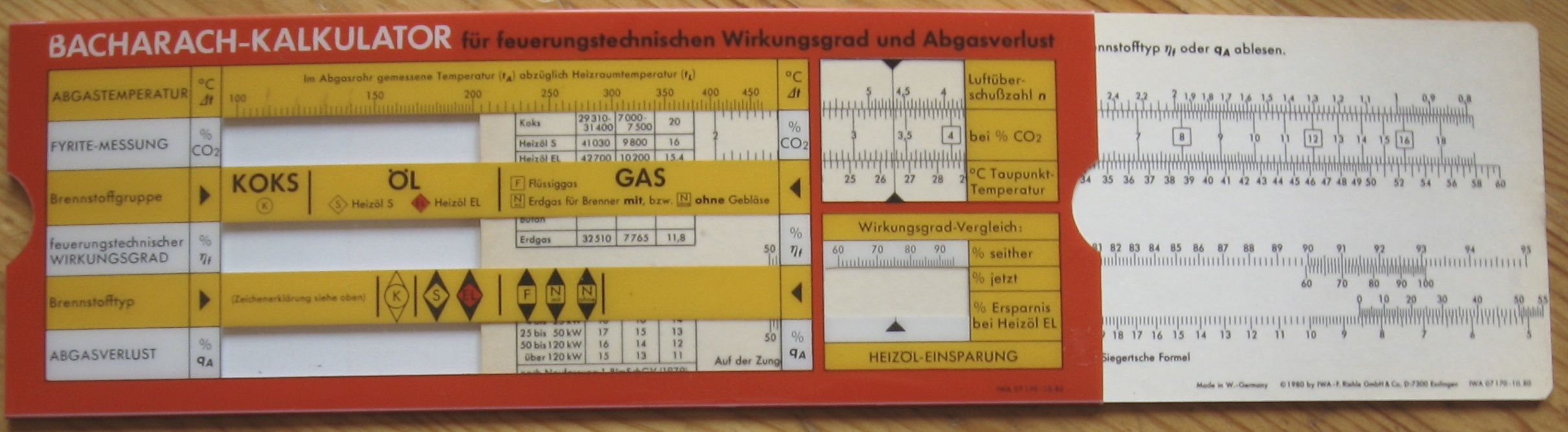
Bacharach-Kalkulator

Ein veraltetes Maß für den Grauwert von Rauchfahnen ist Bacharach (vgl. Abbildung).

### Opazität und Transmission
Opazität ist der Kehrwert der Transmission T:
{\displaystyle O={\frac {1}{T}}={\frac {I_{0}}{I}}}
mit dem einfallenden Lichtstrom {\displaystyle I_{0}} und dem transmittierten Lichtstrom {\displaystyle I}.
Dabei ist zu beachten, dass austrittsseitig prinzipiell über den gesamten Halbraum zu integrieren ist, etwa mit einer Ulbricht-Kugel. Ob das tatsächlich gemacht wird, hängt von der Anwendung ab; so messen Opazimeter für rußige Abgase lediglich in gerader Richtung, weil Ruß das Licht hauptsächlich absorbiert statt streut.
Beispiele:
- Rauchgas mit hoher Transmission T = 0,97 (über die gegebene Messstrecke) hat eine Opazität O = 1,03.
- Kleiderstoff mit Transmission T = 0,2 hat eine Opazität O = 5.
- Das Papier einer Grußkarte mit Transmission T = 0,01 hat demnach eine Opazität O = 100. (Allerdings ist es im Papierbereich üblich, die Opazität jeweils für ein Blatt oder einen Bogen gemäß ISO 2471 anzugeben. Diese ist dort näherungsweise definiert als O = 100 % - Lichtdurchlässigkeit. Ein Bogen Papier mit einer Lichtdurchlässigkeit von einem Prozent hat demnach eine Opazität von 99 %.)

Der dekadische Logarithmus der Opazität wird Extinktion E genannt:
{\displaystyle E=\lg O}

### Opazität und Opaleszenz
In feindispersen Medien ergibt sich je nach Größe der streuenden Partikel ein Übergang von der Opazität zur  Opaleszenz:
- wenn die Partikel größer sind als die Wellenlänge des Lichts, tritt die wellenlängenunabhängige Mie-Streuung auf; das Streulicht ist weiß, wie man beispielsweise an den Wolken beobachten kann. Hier spricht man von Opazität.
- werden die Streuer kleiner als die Wellenlänge, so kommt es stattdessen zur wellenlängenabhängigen Rayleigh-Streuung; dabei wird das gestreute Licht bläulich, das transmittierte Licht dagegen rötlich. Auf Grund dieser Farbigkeit spricht man von Opaleszenz. Sie lässt sich beispielsweise am Himmelsblau und am Rot eines Sonnenuntergangs beobachten.

### Opake Materialien
Die Opazität ist unter anderem eine physikalische Eigenschaft von:
- Mineralien
- Papier, wobei eine höhere Opazität durch Zugabe von Füllstoffen oder durch einen höheren Holzanteil (Lignin) erzeugt wird
- Druckfarben, wobei zwischen einer durchscheinenden (lasierenden) Farbe und einer opaken Farbe (Deckfarbe) unterschieden wird
- Anstrichen, wobei zwischen Nass- und Trockenopazität unterschieden wird
- Dispersionsfarben und Lacken, siehe auch Deckvermögen
- Gasen, Gasgemischen oder lockeren Materieansammlungen in der Astronomie, wie z. B. der Atmosphäre von Sternen (siehe Hauptreihe), Planeten und Monden, von interstellarer Materie wie z. B. Dunkelwolken oder dem Schweif eines Kometen
- Intelligentem Glas
- Sonnenschutzkleidung, im Allgemeinen verringert Benetzung die Opazität von Badetextilien, wo höhere Undurchsichtigkeit gewünscht wird, sind sie daher mit einer zweiten Lage weißem Wirkstoff hinterlegt
- Latexballons gibt es in opaker oder aber transparenter Färbungsart, alle werden beim Aufblasen durch Dehnung deutlich durchscheinender.

### Milchige Substanzen
Milchigweiße opake Substanzen oder Erscheinungen werden oft als „-milch“ bezeichnet:
- Weiße dünnflüssige Dispersionen, beispielsweise Sojamilch, Getreidemilch, Mandelmilch, Kokosmilch
  - Emulsionen, beispielsweise Sonnenmilch, Ledermilch, Bohrmilch
  - Aufschlämmungen von mehlfeinen hellen Feststoffen in Flüssigkeiten, beispielsweise Gletschermilch, Kalkmilch, Scheuermilch
- Milchsaft, den manche Pflanzen oder Pilze bei Verletzung absondern, beispielsweise „Gummimilch“
- Kropfmilch (ein Sekret im Kropf mancher Vogelarten)
- Fischmilch, der Samen männlicher Fische, beispielsweise Heringsmilch
- Sonstiges: Milchstraße, Mondmilch (ein Mineral), Milchbrunnen

Solche Bezeichnungen weisen aber nicht immer auf ein milchiges Aussehen hin, beispielsweise bei Liebfrauenmilch.

## Opazität in der Philosophie
In der Philosophie kommt der Begriff der Opazität etwa Mitte des 20. Jahrhunderts gleichzeitig in so unterschiedlichen Strömungen wie der Kritischen Theorie und der Analytischen Philosophie auf und bezeichnet die Undurchdringlichkeit eines Sachverhaltes oder sprachlichen Gehaltes.
In der Kritischen Theorie bezeichnet die Opazität die Unzugänglichkeit des unmittelbar Gegebenen. Dasjenige, was als opake Unmittelbarkeit erscheint oder ausgegeben wird, ist dadurch dem Zugang durch die Vernunft und der Kritik entzogen. Die Kritische Theorie kritisiert, dass sowohl gesellschaftliche als auch philosophische Sachverhalte als opak abgestempelt und dadurch als dem Diskurs unzugänglich beiseitegelegt werden.
In der analytischen Philosophie taucht der Begriff der Opazität vor allen Dingen in sprachphilosophischem Kontext auf. Er bezeichnet dort im engeren Sinne die referentielle Opazität.